# Beszterce KK
A Beszterce KK egy salgótarjáni kosárlabdacsapat.

## Története
A klubot 1999-ben alapították. Azzal céllal, hogy a salgótarjáni kosárlabdázást magasabb szintre emelje. A klub több csapatot működtet. Egyik a jelenleg NB I/A osztályú Salgótarjáni KSE. A klub ezen kívül a Nógrád megyei bajnokságban is indul, ahol rendre óriási sikereket ér el. A klub az utánpótlás nevelésből is kiveszi a részét. Főként az U20 korosztály játékosai érnek el a vártnál nagyobb sikereket.

## Üzemeltetett csapatok
NB I/A, Megyei első osztály, U20 utánpótlás bajnokság, U18 utánpótlás bajnokság, U16 utánpótlás bajnokság

## NB I osztályú csapat sikerei
A klub NB I-es csapatainak eredménylistáját a következő cikknél találja:
- Wamsler SE Salgótarján

## Megyei osztályú csapat sikerei
| Évad | Egyesület     | Osztály         | Helyezés |
| 2002 | Beszterce KK. | Megyei I. oszt. | 2.       |
| 2003 | Beszterce KK. | Megyei I. oszt. | 3.       |
| 2004 | Beszterce KK. | Megyei I. oszt. | 1.       |
| 2005 | Beszterce KK. | Megyei I. oszt. | 3.       |
| 2006 | Beszterce KK. | -               | -        |
| 2007 | Beszterce KK. | -               | -        |
| 2008 | Beszterce KK. | Megyei I. oszt  | 1.       |
| 2009 | Beszterce KK. | Megyei I. oszt  | 2.       |

## Külső hivatkozások
- www.besztercekk.hu